# Espelhos nas culturas mesoamericanas

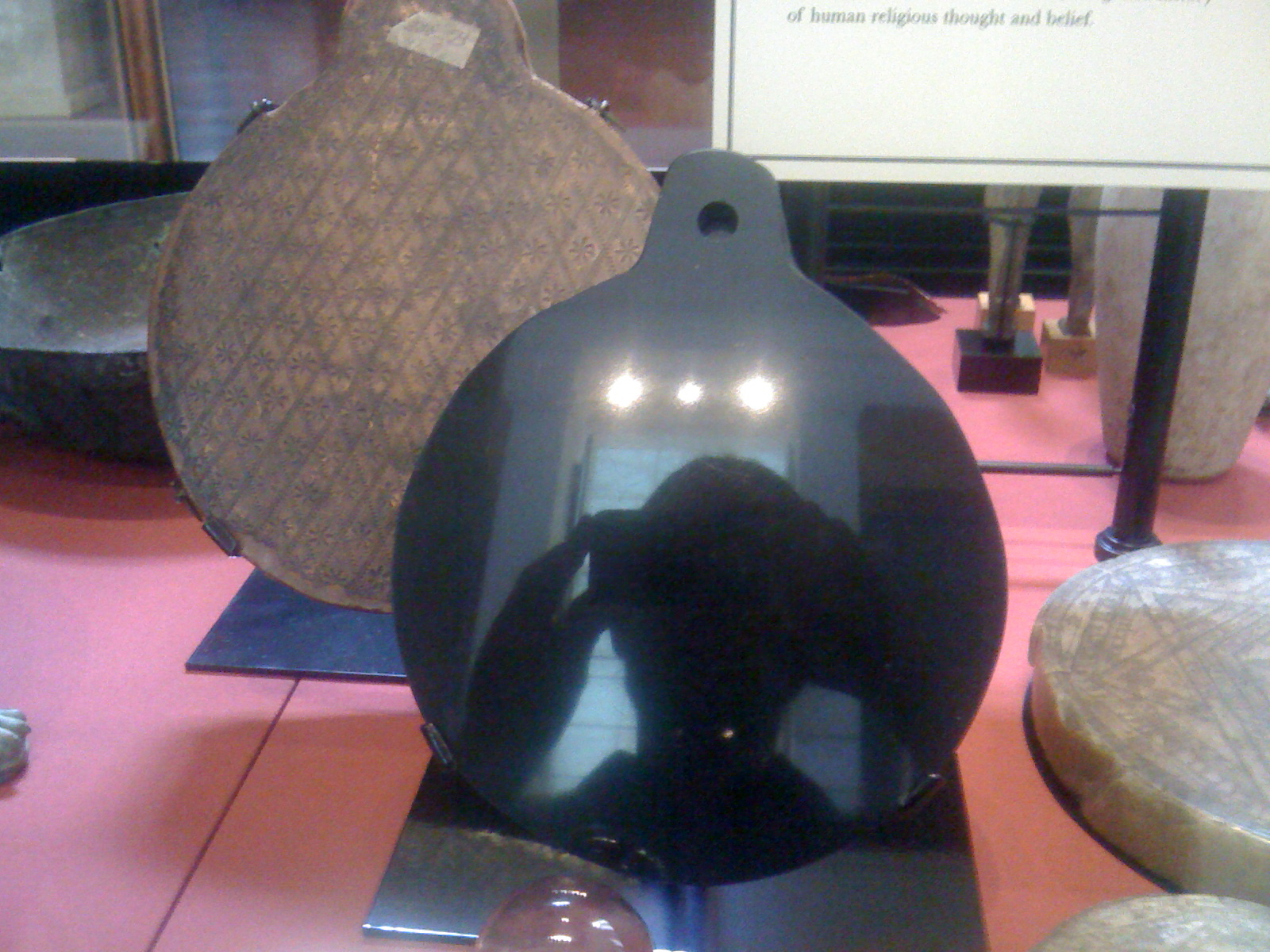
Espelho asteca feito de obsidiana e usado pelo alquimista inglês John Dee

O uso de espelhos nas culturas mesoamericanas estava associado à ideia de que serviam como portais para um reino que podia ser visto, mas com o qual não se interagia. Os espelhos na Mesoamérica pré-colombiana eram feitos de pedra e serviam para diversos usos, desde decorativos até divinatórios. Uma tradição antiga entre muitas culturas mesoamericanas era a prática de adivinhação usando a superfície de uma tigela de água como espelho. Na época da conquista espanhola esta forma de adivinhação ainda era praticada entre os maias, astecas e purépechas. Na arte mesoamericana, os espelhos são frequentemente associados a poças de líquido; esse líquido provavelmente era água.
Os primeiros espelhos foram fabricados a partir de peças únicas de minério de ferro, polidas para produzir uma superfície altamente reflexiva. No périodo pré-clássico, os primeiros espelhos datam da metade do segundo milênio a.C., eram geralmente feitos de minerais de ferro e seu uso era associado a membros da elite; vários dos exemplares encontrados nesse período eram espelhos côncavos olmecas, alguns dos quais ser utilizados para acender fogo. No período clássico, os espelhos de mosaico eram produzidos a partir de diversos minérios, permitindo a construção de espelhos maiores. Espelhos de pirita em mosaico foram criados em grandes partes da Mesoamérica no período clássico, particularmente em Teotihuacan e em toda a região maia. A pirita se degrada com o tempo, deixando pouco mais que uma mancha na parte de trás do espelho no momento em que é escavada. Isso levou à frequente identificação incorreta de versos de espelhos de pirita como paletas de tinta, discos pintados ou tampas de potes. 
No período pós-clássico, os espelhos foram produzidos por toltecas e continuaram sendo utilizados pelos maias, mas foram os espelhos astecas que ganharam divulgação a partir da conquista do México, com alguns de seus significados e usos culturais tendo sido preservados por registros feitos por espanhóis e exemplares tendo sido enviados à Europa. Os astecas preferiam utilizar a obsidiana como material do espelho e ele se tornou comum na sociedade asteca, empregado em diversas funções, desde adorno até a usos rituais. Eles eram revestidos de conotações simbólicas, míticas e cosmológicas, principalmente em relação ao deus Tezcatlipoca, associado a premonições, feitiçaria e destino, e, segundo relatos de cronistas da época, algumas dessas crenças em torno do espelho inclusive chegaram a influenciar a percepção que alguns nativos tiveram sobre os espanhóis.

## Função e simbolismo dos espelhos na Mesoamérica
Longe de serem apenas um acessório cosmético pessoal, os espelhos na Mesoamérica eram auxiliares divinatórios e também faziam parte do traje de elite. Os espelhos eram vistos como metáforas de cavernas sagradas e como canais para forças sobrenaturais; eles eram associados a lareiras ardentes e poços de água por causa de suas superfícies brilhantes. Os espelhos também estavam intimamente associados ao sol. Os espelhos eram frequentemente usados no México pré-colombiano para revelar o destino de uma pessoa através da adivinhação. Entre os maias do período clássico, os espelhos eram um meio de comunicação com entidades de outro mundo, conforme representado em cenas pintadas em vasos de cerâmica. Acreditava-se que espelhos extramundanos eram o outro lado dos espelhos terrestres e pertenciam a divindades e outros seres sobrenaturais, sendo por eles utilizados. Na região central do México, no período pós-clássico, o mundo era metaforicamente concebido como um enorme espelho circular.
É sobre os espelhos astecas que se encontram mais informações visuais, textuais e narrativas a partir dos relatos coletados durante a conquista espanhola, em sua maior parte sobre espelhos de obsidiana associados à importante divindade asteca Tezcatlipoca, cujo nome significa "Espelho Fumegante" e que era aparentemente a personificação sobrenatural desse espelho polido. As representações do deus frequentemente substituem um de seus pés por um espelho fumegante e posicionam outro na parte de trás de sua cabeça. O cronista espanhol Diego Durán (c. 1537–1588) descreveu a imagem de Tezcatlipoca no Grande Templo de Tenochtitlan como sendo feita de obsidiana polida e ostentando um espelho de ouro polido. A divindade supostamente observava tudo o que acontecia no mundo através de seu espelho. O espelho de obsidiana era uma metáfora para governo e poder entre os astecas. Os governantes astecas usavam um espelho de obsidiana de dupla face para supervisionar seus súditos; olhando para um lado, o governante podia ver como seus súditos estavam se comportando e, do outro lado, seus súditos podiam ver-se refletidos de volta. Dizia-se que os deuses revelavam seus desejos a um governante por meio do uso de um espelho. Os espelhos de obsidiana eram usados ritualmente para acessar espiritualmente o submundo asteca e se comunicar com o reino dos mortos.

### Fogo

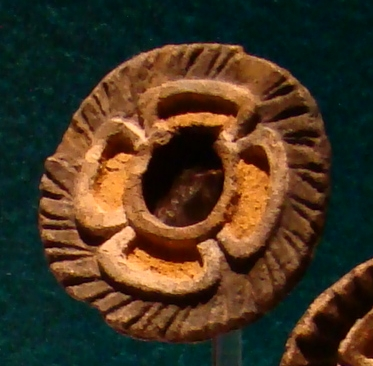
Espelho-flor de quatro pétalas com borda emplumada de Teotihuacan

Os espelhos eram associados ao fogo na Mesoamérica, e as representações dos espelhos podiam assumir a forma de flores e ser combinadas com representações de borboletas. Tanto as borboletas quanto as flores foram associadas ao fogo no centro do México, do período clássico ao pós-clássico, com borboletas representando chamas. Os olmecas do período pré-clássico criaram espelhos côncavos capazes de acender fogueiras.
Os espelhos são representados em associação com o fogo em dois códices do Grupo Borgia do México central durante o período asteca (Codex Borgia e Codex Vaticanus B). Os espelhos são colocados com incensários que servem de lareiras para a deusa do fogo Chantico. Outra cena do Codex Borgia retrata um espelho em chamas no estilo tolteca usado como lareira para uma panela de tamanho considerável. A lareira-espelho e o pote são emoldurados por quatro serpentes de fogo. Em outra página do mesmo códice, o deus do fogo Xiuhtecuhtli está fazendo fogo a partir de um espelho colocado nas costas de uma serpente de fogo. Uma escultura asteca de uma figura sentada traz um espelho fumegante nas costas para representar o quinto sol. A iconografia da pedra solar asteca está em conformidade com a dos espelhos de turquesa pós-clássicos; e é baseada no desenho dos espelhos de pirita toltecas anteriores.

### Água
Os espelhos também foram associados à água; um espelho clássico antigo no estilo de Teotihuacan foi escavado na distante área de Guácimo, na província de Limón, perto da costa caribenha da Costa Rica. Ele incluía imagens de Teotihuacan numa convenção estilizada para representar corpos d'água. As imagens da água continuaram a ser associadas aos espelhos no centro do México até a época asteca. Estas representações de espelhos associados à água na arte mesoamericana aparentemente usam o espelho para simbolizar a superfície de uma poça de água. Durante o período clássico, os espelhos foram colocados em tigelas para representar simbolicamente tigelas de água; exemplos são conhecidos em Teotihuacan e em toda a área maia. Tigelas cheias de água têm sido usadas como espelhos para fins divinatórios até os tempos modernos na Mesoamérica e no sudoeste norteamericano. Um queimador de incenso de Escuintla do período clássico inicial, na encosta do Pacífico guatemalteco, combina imagens de borboletas e água. O espelho tem abas flanqueadas representando as asas da borboleta que sobe de uma tigela cheia de água.

### Jade
Um mural pintado de Teotihuacan, agora no Museu De Young em São Francisco, tem a representação de um espelho contendo um glifo representando uma joia de jade. Esses pingentes de jade são frequentemente retratados na arte de Teotihuacan caindo em córregos. Na região maia, contas de jade eram frequentemente colocadas ao lado de espelhos em sepulturas e oferendas nos períodos Clássico e Pós-Clássico. Embora o jade possa ter sido colocado ao lado dos espelhos devido ao alto valor de ambos para os seus proprietários mesoamericanos, é igualmente provável que a associação do jade com os espelhos se devesse ao uso do jade em práticas divinatórias. Assim como os espelhos, as contas de jade eram usadas para vidência e investidas de poderes sobrenaturais. O jade também tinha associação com água.

### Olhos e rostos

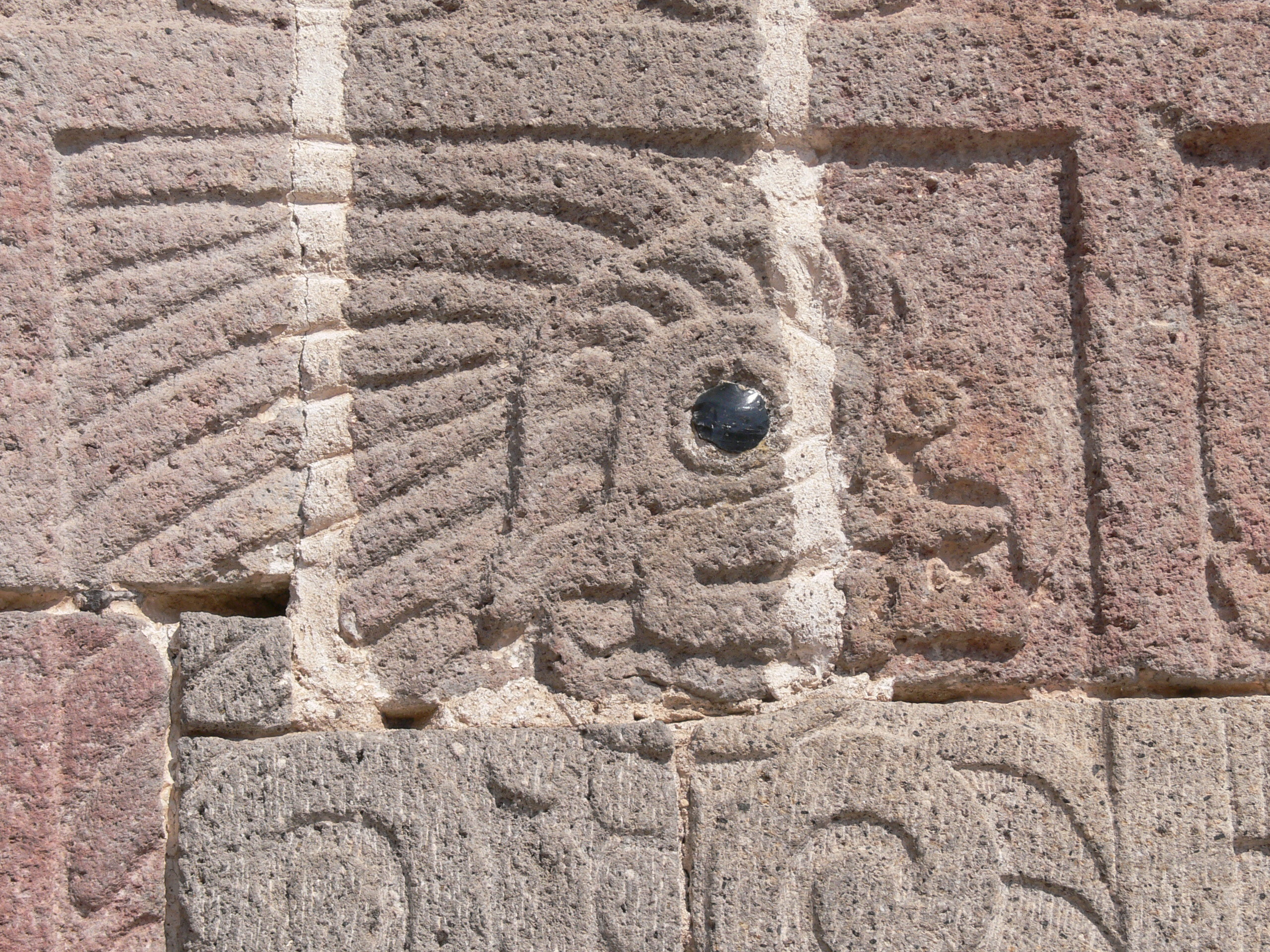
Escultura em relevo em Teotihuacan; o olho está marcado com obsidiana

As representações de espelhos na arte do período clássico de Teotihuacan e da região costeira do Pacífico da Guatemala retratam a face do espelho usando um glifo na forma de um olho de réptil, cujo significado não é claro. Os olhos anelados do deus da chuva central mexicano, Tlaloc, podem ter representado espelhos desde representações em Teotihuacan no período clássico até os astecas na época do contato espanhol. Na Historia General de las Cosas de Nueva España, a palavra náuatle tēzcatl é usada para se referir aos olhos e aos espelhos. Esta associação também existia entre os maias, a frase maia tsotsil nen sat é usada para pupila ou olho e significa literalmente "espelho do rosto" ou "espelho do olho". Essa associação dos espelhos com os olhos pode derivar dos olhos altamente reflexivos da onça-pintada. Pedras espelhadas foram usadas para representar os olhos em esculturas de muitas culturas mesoamericanas.

### Aranhas
A partir do período clássico, os espelhos começaram a ser associados a teias de aranha, talvez devido à rede de linhas na superfície dos espelhos de mosaico que se desenvolveram nessa época. Imagens associando espelhos a aranhas e suas teias são encontradas com relativa frequência em Teotihuacan. A associação de espelhos com aranhas continuou até o Pós-Clássico e além, com um espelho mixteca de ouro polido assumindo a forma de uma aranha. Os huichóis modernos ainda associam espelhos a teias de aranha.

### Sol
Os espelhos foram identificados com o sol na Mesoamérica desde o período pré-clássico, quando os olmecas associaram ambos. Os maias mantiveram a mesma associação durante todo o período clássico, e a relação entre os espelhos e o sol persistiu até os tempos modernos, com a Sierra Totonac do México referindo-se ao sol como Espejo Sol, "Espelho Sol". No período pós-clássico, os espelhos de turquesa dos toltecas e astecas representavam o sol.

## História dos espelhos mesoamericanos
Gordon F. Ekholm propôs a classificação dos espelhos mesoamericanos descobertos em três grandes grupos: os espelhos côncavos olmecas; os espelhos de pirita ou marcassita das épocas clássica e pós-clássica; e os espelhos de obsidiana, geralmente pós-clássicos. Alguns espelhos côncavos poderiam ter sido empregados para fazer fogo pela concentração da luz do sol, porém a maioria desses espelhos encontrados não teria como servir a esse fim. Devido à presença de furos neles, provavelmente muitos eram empregados como atavios pela elite sacerdotal, ou pendurados em estátuas.
Espelhos de obsidiana possuem distribuição geográfica mais limitada nos achados arqueológicos, de Michoacán ao Vale do México e Oaxaca, e provavelmente eram mais fáceis de se fabricar do que os espelhos de pirita. Era impossível utilizá-los para acender fogo. Ekholm também propôs a hipótese de que as técnicas utilizadas para elaborar espelhos côncavos e talvez também os de pirita eram originárias da China.

### Período pré-clássico

Mapa do coração olmeca e outros locais pré-clássicos no sul do México

Os primeiros espelhos de pedra na Mesoamérica são anteriores à ascensão da civilização olmeca, com exemplos datados de meados do segundo milênio a.C. Desde o início da história da Mesoamérica, o uso de espelhos de minério de ferro foi associado a uma classe de elite hereditária. Em Paso de la Amada, um sítio mokaya na região de Soconusco, no sul de Chiapas, foram escavados espelhos de minério de ferro datados entre 1400 e 1100 a.C. Uma tumba mokaya datada do início deste período foi escavada no enclave olmeca de Cantón Corralito. A tumba continha os restos mortais de uma mulher de elite acompanhada por um homem adulto e uma criança; a mulher tinha um grande espelho plano de minério de ferro no peito. Atualmente, não se sabe se os restos mortais são de mokayas locais ou de olmecas da costa do Golfo. Mais ou menos na mesma época, em Tlapacoya, no Vale do México, a cultura Tlatilco usava espelhos importados feitos de jade.
Durante o período pré-clássico inicial e médio (aproximadamente 1.500 a 500 a.C.), os olmecas fabricaram espelhos a partir de minério de ferro, incluindo minerais como hematita, ilmenita e magnetita. Os olmecas preferiam fabricar espelhos côncavos; isso deu ao espelho as propriedades de refletir uma imagem invertida. Espelhos côncavos maiores poderiam ser usados para acender fogueiras. Esses primeiros espelhos eram fabricados a partir de peças únicas de pedra e, portanto, eram de tamanho pequeno, raramente ultrapassando 15 centímetros transversalmente. Os espelhos foram fabricados usando areia ou algum outro material abrasivo, como pó de hematita, para polir o minério de ferro até produzir uma superfície altamente reflexiva.
No Vale de Oaxaca, apenas San José Mogote oferece evidências de produção de espelhos no Pré-Clássico. Os espelhos produzidos em San José Mogote foram distribuídos para lugares relativamente distantes como Etlatongo e a cidade olmeca de San Lorenzo Os espelhos de San José Mogote escavados em San Lorenzo foram datados entre 1000 e 750 a.C. No final deste período, a produção de espelhos em San José diminuiu e foi totalmente interrompida.
A chapa incompleta do primeiro espelho maia conhecido foi escavada em Cahal Pech, em Belize, e datada a cerca de 600 a.C., no Pré-Clássico Médio.

#### Olmecas
Os primeiros espelhos olmecas foram encontrados durante escavações arqueológicas no início da década de 1940. Um espelho e um fragmento de espelho foram descobertos em 1942 durante escavações em La Venta dirigidas por Matthew W. Stirling, porém, estes não foram reconhecidos como sendo espelhos. Um espelho completo foi encontrado e reconhecido no ano seguinte. Outras descobertas se seguiram em La Venta, incluindo a escavação de dois espelhos de qualidade especialmente boa, encontrados em 1945.
Várias dezenas de espelhos de minério de ferro olmecas são conhecidos, mas apenas alguns deles foram recuperados em escavações arqueológicas seguras. No sítio olmeca de Las Bocas, em Puebla, foi recuperado um espelho de mosaico particularmente fino, datado de cerca de 1000 a.C. No período pré-clássico médio, a produção de artefatos de pedra de elevado estatuto, incluindo espelhos, provavelmente já era realizada por artesãos especializados. Entre os itens escavados numa colônia mineira olmeca, identificada no vale de Cintalapa, estavam blocos parcialmente trabalhados de ilmenita e magnetita e um fragmento de espelho, além de ferramentas e cerâmicas do estilo San Lorenzo. Esses restos datam de cerca de 950 a.C. Os espelhos olmecas côncavos eram feitos de uma única camada de minério de ferro. A frente, com face espelhada, era côncava com lente altamente polida. A borda chanfrada do espelho era convexa e a parte traseira e as laterais do espelho foram grosseiramente serradas ou retificadas, embora haja exceções ocasionais. Um espelho olmeca tinha a parte traseira lisa e altamente polida.
Os espelhos côncavos são frequentemente retratados como peitorais na arte olmeca. Podem ser divididos em dois grupos; aqueles que possuem um único furo próximo ao topo e aqueles que possuem pelo menos dois furos nas laterais. Estes últimos tendem a ser maiores que os primeiros. A maioria das pedras espelhadas foi serrada de um pedaço maior de rocha e moldada em formato oval; ocasionalmente é possível distinguir a forma original da pedra-mãe. A curva de cada espelho é única e adaptada à pedra com que é trabalhado, e nenhum possui simetria perfeita; isso parece ser deliberado. Embora os espelhos elípticos sejam parabólicos, os espelhos circulares possuem uma concavidade esférica. Os espelhos circulares são eficazes para acender fogo, enquanto os espelhos parabólicos não, embora possam ter sido usados para produzir fumaça. Dos quatro grandes espelhos encontrados em Arroyo Pesquero, em Veracruz, dois eram circulares e eram excelentes fontes de ignição.
A tumba A em La Venta é uma das tumbas formais mais antigas da Mesoamérica, datada de cerca de 600 a.C. Entre as oferendas funerárias deste enterro de elite estava um espelho de magnetita altamente polido; também continha a estatueta de uma mulher sentada que usa um espelho de obsidiana no peito. Um total de sete espelhos côncavos foram escavados no Complexo A em La Venta; eles foram formados a partir de hematita, ilmenita e magnetita. Estes são considerados um dos exemplos mais notáveis de produção de minério de ferro produzido pelos olmecas. Suas frentes côncavas são retificadas com a mesma precisão que as lentes ópticas modernas, embora suas costas tenham ficado ásperas e irregulares. Descobriu-se que as lentes côncavas desses espelhos formavam refletores parabólicos. As bordas de cada um dos espelhos de La Venta formavam um círculo ou uma elipse e geralmente tinham distâncias focais diferentes para cada eixo. Os três minérios de ferro utilizados são os melhores minerais disponíveis para produzir espelhos duráveis e altamente reflexivos com uma superfície metálica que não mancha. Todos esses espelhos tinham furos perto de suas bordas e provavelmente eram usados como ornamentos no peito, já que muitas estatuetas olmecas retratam tais espelhos sendo usados. As lentes côncavas de alguns desses espelhos de minério de ferro são capazes de projetar imagens de câmera lúcida em uma superfície plana e também podem ser usadas para acender fogueiras. A retificação da superfície côncava foi feita manualmente, provavelmente utilizando minério de ferro em pó como abrasivo. Espelhos semelhantes foram encontrados não apenas em San Lorenzo, mas também em Río Pesquero e até Guerrero, na costa do Pacífico, no sudoeste do México. Os olmecas nunca usaram pirita de ferro em seus espelhos côncavos, provavelmente porque ela se degrada com o tempo. Os espelhos estavam entre a parafernália ritual usada pelos sacerdotes, xamãs e governantes olmecas; os olmecas identificaram estreitamente os espelhos com o sol.

### Região maia

A região maia do sul da América Central

Espelhos foram encontrados em quase todas as partes da região maia, principalmente em sepulturas e depósitos rituais. Eles foram datados de todos os períodos da civilização maia, desde o Pré-Clássico Médio (cerca de 600 a.C.) até a conquista espanhola no início da década de 1520. Eles atingiram o auge de sua produção e uso nas terras altas maias durante o Clássico Antigo, enquanto a maioria dos espelhos das terras baixas maias datam do Clássico Tardio. Os espelhos maias foram produzidos por artesãos excepcionalmente qualificados e eram altamente valorizados pela elite maia. A produção provavelmente teria sido tão especializada que eram feitas por artesãos de alto status dedicados à sua fabricação, que podem ter sido membros da aristocracia ou mesmo da realeza. Embora centenas de espelhos tenham sido escavados na área maia, comparativamente poucos espelhos de mosaico foram recuperados em locais maias de planície. Grandes quantidades de espelhos foram recuperadas de alguns locais montanhosos, como Kaminaljuyú e Nebaj nas Terras Altas da Guatemala. A elevada concentração de espelhos em alguns locais nas terras altas provavelmente indica centros de produção e distribuição na rede comercial. É provável que tenham sido fabricados nas terras altas e depois comercializados como objetos acabados nas terras baixas maias.
A maioria dos espelhos maias eram circulares, com exemplares ocasionais ovais e quadrados; eles variam em tamanho de 5,6 a 29 centímetros de diâmetro, enquanto sua espessura variava de 3 a 72 milímetros. É provável que o contorno dos espelhos maias tenha sido inicialmente desenhado com um instrumento como um compasso, uma vez que muitos exemplos são quase perfeitamente circulares. A maioria dos espelhos maias eram revestidos de ardósia, alguns de arenito ou cerâmica e outros podem ter sido revestidos de concha. A maior parte das costas dos espelhos eram simples, mas algumas apresentam desenhos esculpidos ou texto hieroglífico. Alguns espelhos foram emoldurados com madeira ou osso, ou uma combinação de ambos, embora estes materiais estejam mal preservados no registro arqueológico. Alguns espelhos apresentam vestígios de estuque, que provavelmente foi pintado, ou cinábrio, um mineral vermelho que é frequentemente encontrado em associação com sepulturas de elite na área maia. Um espelho com texto hieroglífico no verso foi escavado em Río Azul, no extremo norte da Bacia de Petén na Guatemala. Outro espelho de Petén, encontrado em Topoxte, tem no verso uma faixa circular de texto que inclui a frase u-nen, que significa "espelho seu/dele". Espelhos com glifos maias nas costas foram encontrados em lugares tão distantes quanto a Costa Rica, a mais de 850 quilômetros do coração maia. Pedaços de espelho poligonais eram colados ao verso com um adesivo desconhecido; no geral, os polígonos de minério de ferro não sobreviveram e deterioraram-se até formar um resíduo semelhante a ferrugem que reveste o suporte. Em alguns casos, depósitos estriados de adesivo delineiam a forma das peças de mosaico poligonais desaparecidas.
Espelhos escavados em tumbas maias foram encontrados colocados perto da cabeça, do peito, da região lombar, da virilha e dos pés do falecido. Alguns foram colocados no chão da tumba, a alguma distância dos restos mortais. Na arte maia, os espelhos parecem ser representados como objetos segurados à mão; às vezes eles são retratados montados em suportes ou segurados por anões ou servos na frente de indivíduos da elite maia. Os avanços na decifração da escrita maia revelaram a função central dos espelhos como instrumentos de vidência ritual. Esta vidência ritual foi a continuação de uma antiga tradição divinatória com suas origens últimas nas práticas xamânicas pré-clássicas que foram formalizadas pelo sacerdócio maia. Os espelhos tinham um valor considerável na sociedade maia e o seu uso era restrito à elite.

### Período clássico

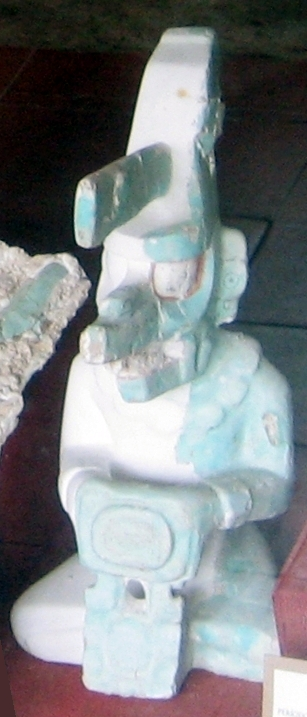
Efígie da divindade maia K'awiil escavada em Tikal. Estuque sobre madeira. A figura, uma entre quatro, sustenta nas mãos a representação de um espelho

No período clássico (c. 250–900), a pirita de ferro era o mineral preferido para a confecção de espelhos. Em vez de fabricar o espelho a partir de uma única peça de pirita, pedaços pré-cortados de pirita seriam fixados em um pedaço de ardósia, formando um espelho de mosaico feito de peças finamente ajustadas. A ardósia era muitas vezes finamente esculpida e de formato circular; esses espelhos poderiam ser muito maiores do que os espelhos anteriores e os espelhos de mosaico representados na arte mesoamericana sugerem que eles podem ter atingido tamanhos superiores a 30 centímetros. Os espelhos de mosaico que utilizam pirita de ferro não estão bem preservados no registro arqueológico devido à instabilidade do mineral, que se oxida rapidamente. Normalmente, esses espelhos sobrevivem apenas como suporte de ardósia com uma mancha vermelha ou amarela onde o espelho foi encaixado. Isso levou à frequente identificação incorreta de versos de espelhos como paletas de tinta, discos pintados ou tampas de potes.
Durante o período clássico, espelhos circulares de pirita foram usados na parte inferior das costas pelos nobres mesoamericanos e foram encontrados assim posicionados em sepulturas que datam do início do Clássico (c. 250–600) na grande metrópole de Teotihuacán, no Vale de México e na cidade maia de Kaminaljuyú, no Vale da Guatemala. Estatuetas de queimadores de incenso de cerâmica da região de Escuintla, no Pacífico da Guatemala, frequentemente retratam o uso de espelhos no peito. O uso de espelhos de mosaico permitiu um diâmetro muito maior, às vezes grande demais para ser usado como parte do traje; esses espelhos eram colocados nos altares dos templos e às vezes segurados nos braços durante os rituais. Esses espelhos podem ter medido até 1 metro de diâmetro.
Na cidade zapoteca do período clássico de Monte Albán, em Oaxaca, foi escavado um depósito que continha dezesseis figuras. Destes, três seguravam grandes discos que foram identificados como representações de espelhos.

#### Teotihuacán
Os espelhos são frequentemente representados na iconografia da grande cidade de Teotihuacan, no centro do México. Espelhos no período clássico de Teotihuacan, como em outras partes da Mesoamérica, foram associados a um corpus de crenças espirituais, algumas das quais foram transmitidas até o período moderno. Os espelhos foram feitos de três tipos diferentes de pedra em Teotihuacán: mica, obsidiana e pirita de ferro. Os espelhos circulares em Teotihuacán eram associados simbolicamente a olhos e rostos, flores e escudos; eles são encontrados com bastante frequência durante escavações na cidade em ruínas. Os espelhos de mosaico de pirita de ferro foram fabricados fixando-se pedaços de pirita em um disco fino que geralmente era feito de ardósia. A ardósia espelhada era frequentemente perfurada com dois furos e, às vezes, seu reverso era primorosamente decorado. No geral, a recuperação de espelhos de Teotihuacan foi mal documentada, pelo que o seu contexto arqueológico não é claro.
Em Teotihuacán, os espelhos maiores eram usados nas costas e os espelhos também eram frequentemente usados nos cintos. Os espelhos usados como parte do traje frequentemente tinham borlas de pano ou penas presas. Esses espelhos de fantasia foram os precursores do tezcacuitlapilli asteca, que era um espelho usado na parte inferior das costas. Vários espelhos foram escavados no Templo da Serpente Emplumada em Teotihuacan. Quinze indivíduos foram enterrados com espelhos traseiros colocados na parte inferior das costas apenas no Enterro 190. Os espelhos também eram usados no peito e a representação de espelhos no peito em estatuetas de cerâmica é muito comum. Além disso, espelhos circulares eram frequentemente usados como parte de um cocar, geralmente ocupando uma posição central.

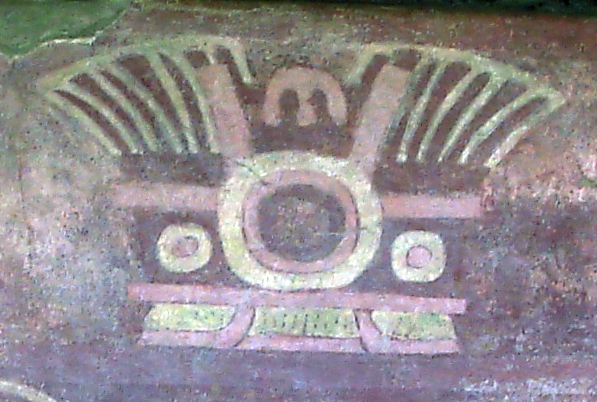
Mural pintado em Teotihuacan representando um cocar com um espelho posicionado centralmente

Teotihuacan tinha fortes contatos com a distante cidade maia de Kaminaljuyú, que cobria uma área hoje envolvida pela moderna Cidade da Guatemala. Uma grande quantidade de espelhos circulares de pirita foram escavados em Kaminaljuyú, embora sua finalidade não tenha sido reconhecida pelos escavadores devido à oxidação completa da superfície reflexiva. Vários versos de espelhos foram decoradas com cenas no puro estilo de Teotihuacan. Na arte de Teotihuacan, os espelhos traseiros são frequentemente representados com reflexos proeminentes semelhantes a alargadores auriculares, e um espelho encontrado em Kaminaljuyú tinha dois desses alargadores de jade intimamente associados a ele; embora sua posição original fosse difícil de determinar devido à deterioração da face do espelho de pirita, é provável que estivessem ligados a ele da mesma forma que representado na arte de Teotihuacan. Em alguns espelhos, esses alargadores foram colocadas perto da borda; há exemplos, tanto na arte quanto nas escavações em Kaminaljuyú, de alargadores de jade colocados no centro do espelho.
Elementos circulares adornados com detalhes de borda emplumada são extremamente comuns na iconografia de Teotihuacan, na qual são encontrados em diversos meios, como cerâmica, escultura monumental, estatuetas e murais. As penas são geralmente elevadas acima do disco central e irradiam a partir do centro. Esses discos também aparecem como elementos de fantasia e algumas das cópias cerâmicas mais bem preservadas desses elementos têm um disco central feito de mica reflexiva. O arqueólogo Karl Taube identificou esses elementos como representações de espelhos na arte de Teotihuacan. A cidade teve uma forte influência na área maia, e as imagens de seus espelhos aparecem particularmente na arte maia clássica antiga do estilo de Teotihuacan. Várias contas de pedra do vale do Rio Balsas, em Guerrero, foram modeladas a partir de espelhos de Teotihuacan e incluíam pequenos pedaços incrustados de pirita de ferro para representar a face do espelho.

##### Simbolismo em Teotihuacan
Os espelhos tiveram muitas associações simbólicas em Teotihuacan; eles poderiam representar olhos humanos, rostos, cavernas, passagens, teias de aranha, flores, escudos, o sol, uma lareira ardente ou o mundo como um todo. A associação do olho humano com os espelhos era tão forte que olhos estilizados eram frequentemente usados na arte de Teotihuacan como substitutos da face do espelho. Os espelhos também poderiam ser substituídos por um rosto inteiro, em vez de apenas um olho, refletindo uma prática generalizada na Mesoamérica. Às vezes, os espelhos eram feitos de forma que a borda lembrasse pétalas de uma flor, com a face do espelho de centro. Na arte, as representações de borboletas às vezes eram posicionadas como se estivessem se alimentando da flor-espelho. Às vezes, as metáforas podiam ser combinadas em imagens, de modo que a flor-espelho fosse trabalhada de forma a também se assemelhar a um rosto. Tanto as flores quanto as borboletas foram associadas ao fogo em Teotihuacan, com borboletas simbolizando chamas. Ao mesmo tempo, a face do espelho simbolizava o fogo. Um espelho no estilo Teotihuacán tem nas costas a representação de uma deusa ladeada por pares de tochas acesas; signos de fogo cobrem seu corpo.
Um espelho estilo Teotihuacan escavado na Costa Rica foi decorado com iconografia que, na cidade, representava simbolicamente corpos d'água. A associação de espelhos com água na arte central mexicana persistiu até a época asteca. Na arte de Teotihuacan, os espelhos eram mostrados com relativa frequência em pé em tigelas, simbolizando tigelas de água brilhante. A superfície composta dos espelhos circulares de mosaico de pirita levou à sua associação com teias de aranha. Uma cena retratada em Teotihuacan mostra um espelho coberto por uma rede e ladeado por um nenúfar e um algodoeiro, simbolizando respectivamente a água e a tecelagem. As teias de aranha nos espelhos às vezes podem ser representadas de forma realista na arte de Teotihuacan, às vezes incluindo uma aranha no desenho. Isso também retornou às imagens das próprias teias de aranha, que poderiam ser representadas pela representação de um espelho. Um mural no complexo de Tetitla, em Teotihuacan, foi interpretado por Karl Taube como retratando uma divindade mulher-aranha em pé sobre uma tigela-espelho.
Os espelhos estavam tão intimamente associados aos escudos em Teotihuacan que é difícil distinguir os dois. Tanto os escudos quanto os espelhos eram circulares com uma borda elevada decorada com penas. Os escudos frequentemente tinham borlas centrais que lembravam o carretel central encontrado em alguns espelhos. Espelhos usados nas costas e no peito poderiam ter servido uma dupla função protetora, desviando tanto de golpes físicos quanto de ataques sobrenaturais. O próprio espelho pode ter simbolizado a guerra; a combinação de sua associação com fogo e água pode ter sido um precursor da asteca atl-tlachinolli, náuatle para "água-fogo", frase que os astecas usavam para a guerra.

#### Período clássico maia

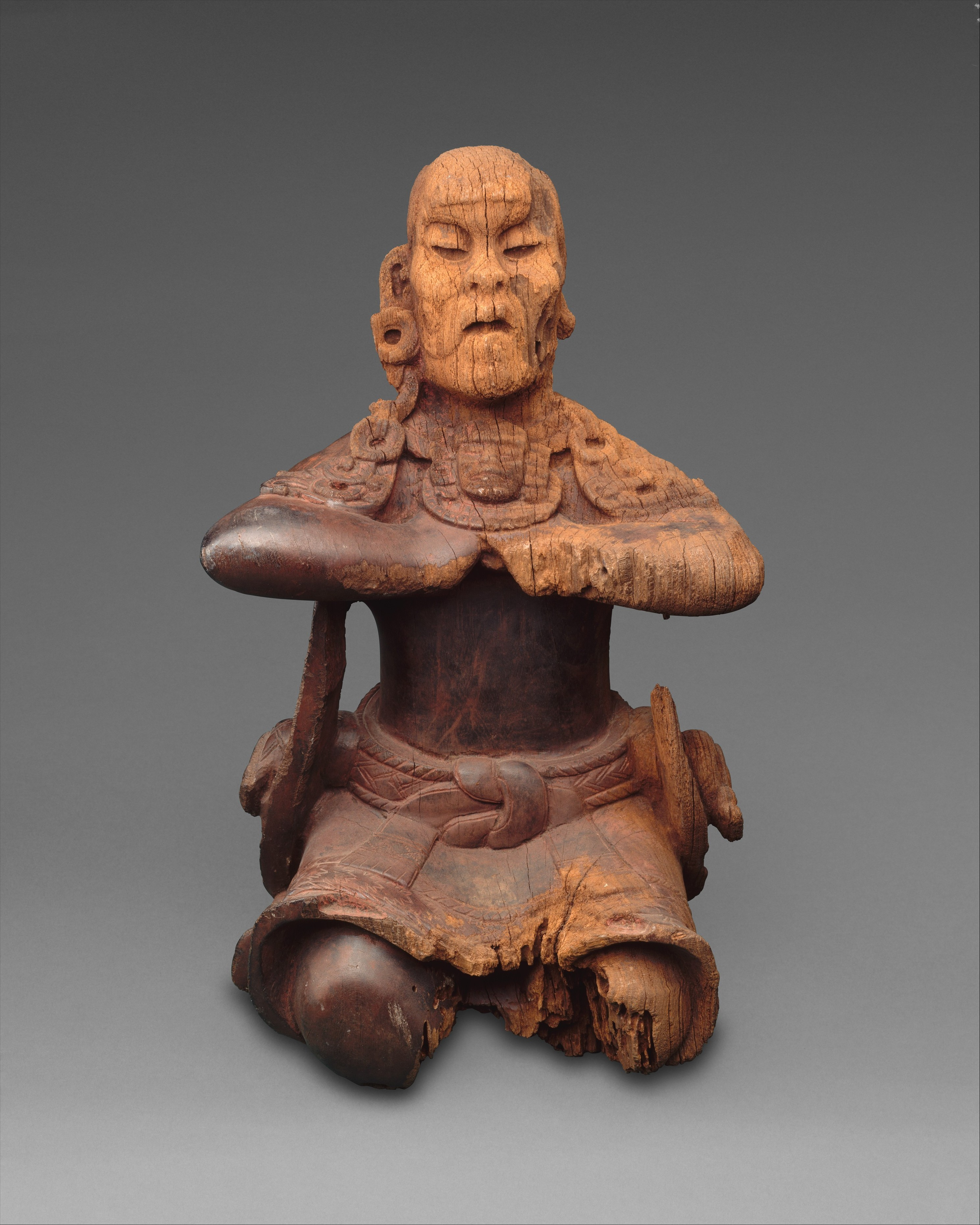
Possível portador de espelho. Escultura maia de madeira do século VI

Entre os maias do período clássico, os espelhos eram feitos de peças sólidas de hematita ou mosaicos de pirita de ferro. Eles tendiam a ser maiores do que os espelhos olmecas anteriores e eram montados em um suporte de ardósia, geralmente perfurado, indicando que estavam presos a outro objeto, seja montados em uma moldura de madeira, ou usados com roupas. Centenas desses espelhos foram recuperados em sítios arqueológicos na região maia. Esses espelhos foram escavados em cemitérios reais em toda a área maia, com a maior quantidade em Altun Ha, Belize. Em Piedras Negras, no lado guatemalteco do rio Usumacinta, um espelho de pirita de ferro de tamanho considerável foi colocado em um ângulo dentro do túmulo do rei K'inich Yo'nal Ahk II, de tal forma que o falecido rei seria capaz de se ver. O túmulo de seu sucessor, o Governante 4, também continha um espelho, que trazia a imagem de um importante prisioneiro de guerra. Em Bonampak, em Chiapas, um espelho foi enterrado aos pés do falecido. Em todos estes casos é provável que o espelho tenha sido instalado no túmulo para abrir uma localização sobrenatural no seu interior. Os maias clássicos consideravam que os espelhos eram usados em conjunto por deuses e mortais, como evidenciam cenas pintadas em vasos de cerâmica policromada.
A produção de espelhos continuou em Belize durante o período clássico. Em Pacbitun, em Belize, perto de onde foi encontrado o primeiro espelho de ardósia maia conhecido, foram encontradas evidências consideráveis de trabalho em ardósia do Clássico Tardio. A investigação arqueológica de um dos edifícios rapidamente abandonados do palácio real do Clássico Tardio em Aguateca, na região de Petexbatún, produziu 300 piritas e indica a provável presença de uma oficina de espelhos na corte real. A estrutura em questão era aparentemente a residência de um cortesão de elite. Vários espelhos do início do Clássico de Copán, em Honduras, tinham versos em estuque pintados com motivos no estilo da distante Teotihuacan. Um espelho de Kaminaljuyú esculpido com um desenho de voluta ornamentado é aparentemente derivado da cultura do período clássico de Veracruz, na costa do Golfo do México. Espelhos de pirita em Kaminaljuyú foram colocados nas costas de dois indivíduos na tumba B-1 do Clássico Antigo. Os espelhos foram colocados com a superfície reflexiva voltada para cima, embora um deles tivesse o verso finamente esculpido no estilo Veracruz, demonstrando que era a própria superfície do espelho que era a superfície de exibição, mesmo quando o verso era uma obra de arte em si. Grandes espelhos também foram colocados no peito do falecido em Kaminaljuyú. A metade quebrada de um espelho clássico antigo de Zaculeu, nas Terras Altas da Guatemala, tinha uma borda formada por seis placas curvas de pirita de ferro, muito semelhantes às representações de espelhos na arte de Teotihuacan. Espelhos de pirita de Nebaj e Zaculeu foram encontrados colocados em incensários do início do Clássico, sugerindo a mesma associação entre espelhos e fogo que foi encontrada em Teotihuacan. Dois espelhos maias do estilo clássico antigo foram comercializados em lugares tão distantes quanto a Costa Rica.

##### Espelhos na arte maia clássica

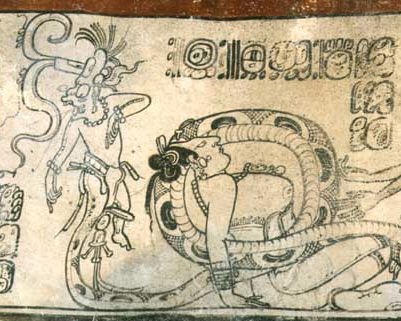
K'awiil representado em um vaso maia (figura à esquerda). Na testa ele tem um espelho perfurado por um machado ou outro instrumento

Os espelhos maias e seu uso são retratados na cerâmica policromada maia clássica, onde vasos pictóricos frequentemente retratam cenas da vida na corte. Um vaso retrata um cachorro antropomórfico olhando para as profundezas de um vaso, atrás do qual um macaco antropomórfico dança enquanto olha para um espelho levantado com uma das mãos. Outro vaso traz uma cena envolvendo um grupo de deuses idosos; um deles está aplicando maquiagem usando um espelho colocado em seu rosto por uma ajudante. É improvável que esta cena represente a aplicação de cosméticos no sentido moderno, uma vez que o reflexo fornecido por um espelho de mosaico de minério de ferro dificilmente seria de grande utilidade devido à imagem distorcida que apresentava. Em vez disso, é provável que a divindade se transforme ritualmente na face escura do espelho, aplicando tinta escura. Um importante vaso de Chama, perto de Nebaj, nas terras altas, mostra um senhor maia comunicando-se com um espírito de coelho através de um espelho, demonstrando a importância do espelho como portal entre mundos. O espírito do coelho está falando com o senhor, com sua voluta de fala passando diretamente sobre o espelho. Estas cenas parecem representar o que os maias acreditavam que estava acontecendo do outro lado da superfície dos seus espelhos. Embora os espelhos sejam representados em cerâmica, os espelhos raramente aparecem na arte publicamente visível, como as estelas maias ou a arquitetura maia exposta abertamente.
A Estela 31 de Tikal inclui imagens de espelhos no traje de guerreiro de Teotihuacan do rei Yax Nuun Ayiin, que é retratado em suas laterais. Aqui o rei usa um espelho traseiro; o lado esquerdo da estela mostra a face do espelho e sua borda, enquanto o lado direito mostra a parte de trás do espelho com linhas próximas à borda do disco do espelho que provavelmente representam um cordão enfiado em orifícios perfurados para prendê-lo ao traje do rei. Esta estela foi erguida no ano 445. Um espelho traseiro está representado na Estela 11 do período clássico tardio de Yaxchilan, na margem mexicana do rio Usumacinta. Nesta representação o espelho possui um carretel central com borla anexada semelhante aos espelhos do período clássico inicial e suas representações de Teotihuacan e Kaminaljuyú. Acanceh é um sítio maia clássico antigo em Yucatán que também mostra a influência de Teotihuacan. Cinco figuras de estuque no local usam espelhos traseiros no estilo Teotihuacan.
O deus maia do período clássico K'awiil estava intimamente associado aos espelhos. Esta divindade era representada com uma perna em forma de serpente e um espelho na testa que era penetrado por um machado ou celte e emitia chamas ou fumaça. K'awiil era uma divindade associada à realeza divina maia e à linhagem real e possui atributos mais tarde herdados pelo asteca Tezcatlipoca, ou "Espelho Fumegante". Quatro esculturas do Clássico Tardio de K'awiil foram escavadas na Sepultura 195 em Tikal, e em cada uma a divindade segura um espelho em suas mãos estendidas.

### Período pós-clássico
No período pós-clássico (c. 900–1521), os espelhos continuaram a ser usados nas costas no México Central; eles eram chamados de tezcacuitlapilli na língua náuatle dos astecas. Os espelhos metálicos aparecem no período pós-clássico; um espelho de ouro em forma de aranha foi escavado na Tumba 7 em Monte Alban, em Oaxaca. Este espelho foi produto de artesãos mixtecas.

#### Toltecas
Durante o início do Pós-Clássico (c. 900–1200), os habitantes toltecas de Tula, no México Central, preferiam um espelho traseiro. A serpente de fogo Xiuhcoatl, representada com mosaicos feitos de turquesa, cercava o disco central feito de pirita de ferro. Esta forma de espelho mesoamericano foi amplamente distribuída durante o início do Pós-Clássico, com exemplos relatados em Chichén Itzá, no norte da Península de Yucatán, e em Casas Grandes, em Chihuahua. É provável que estes espelhos toltecas tenham sido identificados como representações do sol.
As colunas atlantes de Tula apresentam representações de espelhos esculpidos no verso com quatro serpentes fumegantes, uma em cada quadrante. As faces do espelho são substituídas por rostos humanos em todas elas, correspondendo à estreita associação entre rostos e espelhos em toda a Mesoamérica.

#### Astecas
No final do Pós-Clássico (c. 1200–1521), a obsidiana passou a ser a pedra preferida para a confecção de espelhos no México Central. É provável que pedaços quebrados de obsidiana bruta tenham sido usados como espelhos já no Pré-Clássico, mas a obsidiana não era comumente moída e polida para fabricar espelhos até esse período.
Os espelhos astecas eram originalmente mantidos em molduras de madeira e decorados com ornamentos perecíveis, como penas. Os espelhos estavam entre os presentes que Hernán Cortés enviou à corte real na Espanha e foram amplamente colecionados entre a aristocracia europeia. Um desses espelhos foi adquirido pelo astrólogo da corte de Elizabeth I, John Dee, e agora está na coleção do Museu Britânico. Também se encontra no Museu do Palácio Nacional em Taiwan um espelho de obsidiana asteca de procedência desconhecida que pertenceu à corte Qing, tendo sido identificado a mando imperial em 1657 pelo missionário Johann Adam Schall von Bell, que o descreveu em chinês como sendo feito de "Ba Sa Le Te" (provavelmente referindo-se à palavra "basalto"); esse espelho também foi admirado em poemas pelos imperadores Qianlong e Daoguang.
Um espelho hemisférico asteca de pirita de ferro da coleção do Museu do Homem em Paris tem uma representação esculpida do deus do vento Ehecatl em seu verso convexo. Um dos nomes do deus asteca do renascimento, Xipe Totec ("Nosso Senhor, o Esfolado"), era Tlatlauquitzezcatl, que significa "Espelho Vermelho" ou "Espelho de Brilho Ardente". Diz-se que o imperador asteca Moctezuma II viu a derrubada de seu império num espelho: alguns pescadores trouxeram um pássaro estranho com um espelho na testa diante de seu imperador, que olhou no espelho e viu guerreiros montados em "cervos". Este suposto incidente foi descrito pelo frade franciscano Bernardino de Sahagún em sua Historia de las cosas de Nueva España ("História das coisas da Nova Espanha"):
| “                                                                                    | "O sétimo sinal ou presságio é que os caçadores de aves aquáticas pegaram um pássaro marrom do tamanho de uma grua e o trouxeram para Moctezuma para mostrá-lo, ele estava na sala que chamam de Tlillancalmecac. Já passava do meio-dia. Este pássaro tinha na testa um espelho redondo no qual se viam o céu e as estrelas, principalmente os Mastelejos próximos às Plêiades. Moctezuma ficou com medo ao ver isso, e na segunda vez que se olhou no espelho que o pássaro tinha, viu ali perto uma multidão de pessoas reunidas que vinham montadas em cavalos. E Moctezuma então chamou seus áugures e adivinhos e perguntou-lhes: “Vocês não sabem o que isso significa? Que muitas pessoas estão vindo”. E antes que os adivinhos pudessem responder, o pássaro desapareceu e eles não disseram nada." | ” |
| — Bernardino de Sahagún, Historia de las cosas de Nueva España, Livro 12, Capítulo 1 | |   |

Tigelas de água eram usadas como espelhos para examinar o reflexo de crianças doentes. Se o reflexo da criança estivesse escuro, então sua alma, ou tonalli em náuatle, havia escapado de seu corpo. A associação entre espelhos e água também esteve presente na arte asteca; a página 17 do Codex Borgia retrata Tezcatlipoca com um espelho cheio de água colocado na parte de trás de sua cabeça, em vez do espelho fumegante mais comum. O signo do dia para a água, Atl, é colocado no espelho.
Informantes astecas de Bernardino de Sahagún contam que havia dois usos do espelho na sociedade: espelhos de pedra branca, que refletiam o rosto, eram utilizados pelos governantes e nobres; já os de pedra negra, segundo eles, eram espelhos deformantes, que distorciam o rosto. Isso pode estar vinculado a uma associação mítica que existia entre a pirita e a obsidiana, em que a primeira era vista com uma dimensão mais celeste, enquanto a segunda recebia conotações de uma queda, simbolizando o terreno.
Nobres e reis mexicas usavam espelhos para adorno, enquanto os totonacas utilizavam-nos para se olharem. Os astecas que informavam Sahagún repreendiam o uso frequente de espelhos feito por prostitutas e homossexuais, um uso que era associado à vida dissoluta.

##### Significados mitológicos
O espelho de obsidiana, muito associado a Tezcatlipoca, tinha essencialmente uma função adivinhatória. O verbo itzpopolhuia, que significa "predizer", "anunciar o futuro", é formado pelas palavras "obsidiana" e "fazer feitiço". A obsidiana, segundo Doris Heyden, era tida como um oráculo de adivinhação, considerada o "Coração da Terra", e os Anales de los Xahil chamaram-na de "a pedra falante".
Como um deus que manifestava as coisas ocultas, em alguns mitos o seu espelho indicava essa função: ele observava o espelho de obsidiana como um instrumento revelador das impurezas e pecados dos homens, e algumas vezes o ocultava ou o mostrava. O glifo de um espelho oculto sobre um petate, nesse contexto, poderia significar o fim de um poder ou simbolizar uma falta escondida, a qual, porém, podia ser revelada.

O historiador tezcocano Juan Bautista Pomar (c. 1535–1601) é o principal testemunho sobre o significado do espelho de Tezcatlipoca como um "vulto" (volume) ou "embrulho sagrado" (tlaquimilolli). Ele conta que as narrativas astecas diziam que esse espelho foi carregado pelos descendentes antes de habitarem a região:
"Dizem que, neste espelho, viram muitas vezes a Tezcatlipoca na forma em que se foi dito e pintado (...) e que, quando chegaram os antepassados daqueles do bairro de Hitznáhauc (...) vinha falando com eles este espelho em voz humana, para que seguissem em frente e não parassem, nem se assentassem nas partes em que, chegando, pretendiam parar e povoar, até que chegaram a esta terra dos chichimecas acolhuas. Onde, chegados, não lhes falou mais."
Isso mostra que o espelho de obsidiana era visto como um receptáculo da força divina, o que é equivalente também às mesmas crenças dos povos mesoamericanos sobre o cristal: ambos eram utilizados como instrumentos divinatórios, além de outros elementos compartilhados, como o uso da palavra "vidro" para se referir tanto a espelho, quanto a cristal, ou o uso atual por alguns náuatles da mesma palavra para espelho se referir também a cristais de adivinhação.
Se, por um lado, os astecas se consideravam vistos pela divindade no espelho, por outro este também recebia a atribuição de que garantia a vidência: o tlachieloni, um aparato óptico com um buraco utilizado para se observar, continha uma chapa metálica semelhante a um espelho ou uma claraboia pela qual se dizia enxergar todo o mundo. Ele foi considerado por Eduard Seler como equivalente ao anáhuatl, um adorno de peito que aparecia também em representações de Tezcatlipoca e de outras divindades, como um "olho do céu" ou "olho do sol" pelo qual a divindade se fazia onividente; o anáhuatl pode ter sido um espelho, com características tanto de olho, quanto de símbolo da superfície da Terra, conforme o exemplo de um disco azul com linhas de água no Codex Borgia ou de conjuros que equivaliam a superfície terrestre a um espelho, chamando-a de "o espelho que apenas emite fumaça", "o espelho cujo atavio facial está emitindo vapor", entre outros nomes do mundo que remetem à luminosidade ou à característica de disco.
Os soberanos portavam um espelho de dois lados, que era considerado um legado de Tezcatlipoca, e nele se acreditava que aparecia todo o seu povo e que o rei poderia enxergar os seus súditos, bem como que revelava questões morais e pecados; os súditos, por sua vez, encaravam a própria imagem refletida no espelho frente ao rei. Esse duplo aspecto, de ver e ser visto, é o que podem simbolizar os "espelhos de duas faces" (necoc xapotezcatl, também existentes entre os maias e purépechas) encontrados por arqueólogos. À medida que, nos mitos, mostrar um espelho deflagrava a imposição de um destino, a imagem reflexa podia receber um sentido de que transformava e afugentava males, tal como se acreditava que uma faca de obsidiana mergulhada em um recipiente de água afastava ataques de feiticeiros.

##### Representações de Tezcatlipoca

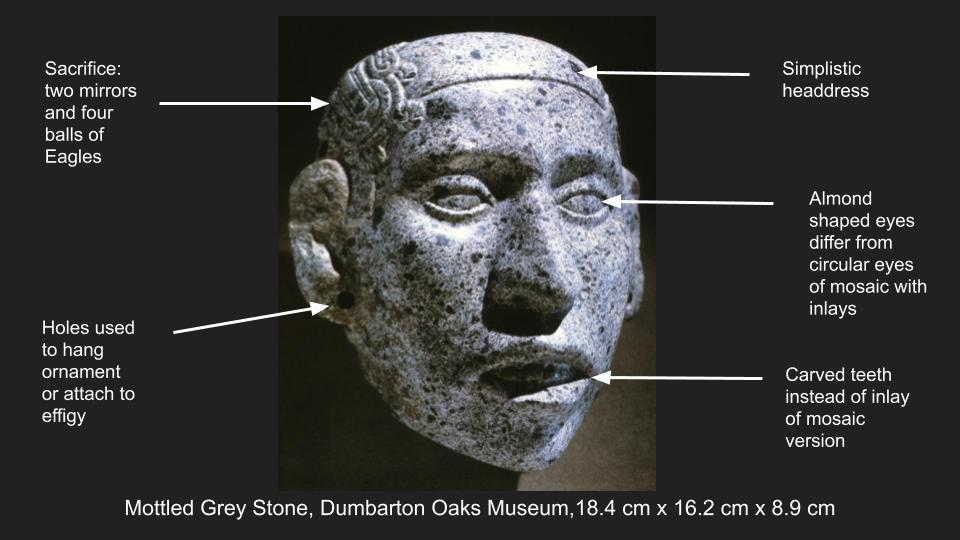
Máscara de Tezcatlipoca em Dumbarton Oaks. Acima na têmpora, o espelho fumegante contém elementos de voluta

Na maioria das representações de Tezcatlipoca ou de seus avatares e divindades associadas em manuscritos, o espelho aparece rodeado por um disco vermelho, enquanto sua parte central se apresenta com cores variáveis. Também pode aparecer no toucado ou na lateral da cabeça da divindade. Várias representações, também em esculturas, trazem volutas saindo do espelho fumegante, que representam muitas vezes sua fumaça ou chamas de fogo, ou também nele aparecem os glifos da água e do fogo, representando um campo em chamas, os quais, em conjunto (atl-tlachinolli), bem como com as cores vermelha e azul, simbolizam a guerra. A fumaça no espelho é essencialmente um símbolo da palavra, podendo corresponder às mensagens dos deuses na comunicação com os homens. Um elemento pictográfico comum é a substituição de um pé pelo espelho negro fumegante. Outros elementos que podem emergir do espelho incluem plumas e extremidades de osso.
O espelho de obsidiana de Tezcatlipoca vinculava-se, além do mais, de uma vez a elementos telúricos, aquáticos e noturnos do universo. O sol em sua descida, considerado "aquático e noturno", era representado por esse espelho, indicando, assim, o momento de um calor atenuado para que o mundo não se queime. Para isso, em um mito, um "vidro" (que também equivale ao termo para "espelho") foi posto para cobrir o sol quando ele se ergueu, prendendo seu reflexo, e considera-se que esse espelho de Tezcatlipoca provoca a queda do sol, atraindo-o à terra e ao submundo, como um elemento feminino. Segundo Michel Graulich, na cosmovisão mesoamericana entendia-se que havia um espelho negro localizado no centro do céu, e que o sol verdadeiro subia até o meio-dia, quando se encontrava no mesmo local desse espelho, no zênite, onde retornava oculto ao submundo pelo Oriente, enquanto que o "sol da tarde" era percebido como apenas o seu reflexo, um falso "sol lunar" do poente. O espelho era, assim, também assimilado aos atributos luminosos e celestes. Divindades como Xipe Tótec (que também pode ser traduzido como "espelho vermelho" ou "espelho incendiado") e Tlatlauhqui ("vermelho") possuem a mesma cor característica do deus solar Tonatiuh. Um dos nomes alternativos de Tezcatlipoca, Tezcatlanextia, também remetia ao caráter iluminador do espelho.
Em diversos mitos relacionados, Tezcatlipoca ou divindades associadas aparecem tendo uma queda após cometer faltas, como a criação do fogo, a sedução ou o ato sexual no mito em que ele fecunda Tlaltéotl, a deusa da terra. A transgressão causa a perda do pé da divindade. Seres unípedes também se associavam ao raio, o que pode ser representado por "serpentes de fogo" no lugar do pé e significar a fecundação. Também se atribui à passagem de Tezcatlipoca no interior do vulcão local, onde ele teria sido mutilado, a origem do nome Popocatépetl e sua erupção, como uma penetração da montanha pelo deus. A fecundação e a gestação era comparável à guerra, bem como a união de contrários e a alternância de ciclos, associadas a essa divindade e vistas nos glifos de água e fogo conjuntos ao símbolo do espelho fumegante. Assim, o pé decepado, a criação do fogo e do raio, a fecundação da terra trazem significados complementares ao espelho de obsidiana.

Guilhem Olivier considera que Tepeyollotl, um dos aspectos de Tezcatlipoca associado ao jaguar, cujo rugido também remete ao trovão, vinculava-se na mitologia ao conceito de eco. Ele especula que, em sua estrutura, o eco possui analogia ao espelho, como um reflexo sonoro, enquanto no espelho ocorre um reflexo da imagem. Além do mais, nos mitos tanto o eco quanto a fumaça (que emana do espelho de Tezcatlipoca) suscitam a fúria dos deuses e senhores do submundo, mas também a fertilidade por evocarem a chuva, bem como a determinação do destino, a exemplo do espelho que reflete o destino dos homens. Em outras possíveis associações segundo Inga Clendinnen, além do mais:
"As marcas de roseta na pele de um jaguar, juntamente com a predileção do jaguar pela caça aquática, lembravam a redondeza formal dos nenúfares. Em vista dos hábitos noturnos e solitários da criatura, e de seu comportamento soberbamente indiferente, esses sinais ambíguos também apontavam para as estrelas que salpicavam o céu noturno e, portanto, às ações secretas dos feiticeiros noturnos e de seu patrono divino Tezcatlipoca, o "Espelho Fumegante" do cristal de perscrutação do vidente."

##### Usos na feitiçaria e adivinhação
O espelho era utilizado por feiticeiros para funções mágicas, aos quais se atribuía funções análogas à reflexão distorcida do espelho de obsidiana: a metamorfose e a possessão espiritual, a partir da exteriorização de suas entidades anímicas (nahualli), atributos também pertencentes a Tezcatlipoca, o qual era referido como o "deus feiticeiro".
Em sentido figurado, o espelho (tezcatl) também era símbolo de conhecimento e significava "exemplo", "modelo", e às tradições de sabedoria eram utilizadas expressões como "o grande espelho". A pessoa sábia (tlamatini), em metáfora, foi descrita em um texto náuatle como "uma luz, uma tocha, uma grande tocha que não emite fumaça. Um espelho amplo, um espelho perfurado por ambos lados", e outra palavra para espelho, nen, era utilizada para escribas com grandes poderes visionários. Sacerdotes e soberanos astecas eram chamados de espelho, "espelho do mundo" e "espelho do povo", tal como os dirigentes maias. Também em outros discursos, antepassados eram comparados a espelhos. Os governantes astecas, em sua eleição, suplicavam a Tezcatlipoca para guiá-los: "qual rota devo seguir? qual caminho devo tomar? Não oculte, não dissimule, o espelho, a tocha, a luz".

A adivinhação por espelho (catoptromancia) era equivalente à adivinhação por água (hidromancia), como superfícies refletoras que também poderiam revelar transgressões. Penitentes se dirigiam a um sacerdote de Tezcatlipoca para confessar suas faltas em rituais de expiação, a quem diziam: "ante ti, me desvisto, me apresento nu. Podem minhas ações, meus atos serem secretos, na obscuridade, quando no espelho, na luz ante ti estão os meus atos?". Hernan Cortés se aproveitou dessa crença local de que espelhos eram utilizados para se ver e saber todas as coisas, pois os indígenas acreditavam que ele consultava um espelho revelador quando ele observava sua bússola, e, para suprimir uma rebelião, Cortés afirmara aos nativos que lhe foi revelado pelo instrumento as intenções de traição dos reis Cuauhtémoc e Tetlepanquetzal. Conforme Cortés escreve:
"Porque como eles [os nativos] viram que, para encontrar qualquer caminho, eu muitas vezes tirava uma carta de marear e uma agulha [de bússola], principalmente quando o caminho para Çagoatezpan foi encontrado, eles disseram a muitos espanhóis que dali eu tirei; e alguns deles até conversaram comigo, querendo me fazer ter certeza de que eles têm boa vontade, para que conhecesse suas boas intenções, que me pediram muito para olhar o espelho e a carta, e que ali eu veria como eles tiveram boa vontade comigo, pois a partir dali eu sabia todas as outras coisas; também os fiz entender que esta era a verdade, e que na agulha e carta de marear eu via, sabia e descobria todas as coisas."
Em um relato asteca, quando um viajante se consultou a um intérprete do destino (tonalpouhqui), o intérprete lhe disse: "em verdade buscas, solicitas que te fortaleça a alma; vieste para isso; vieste ver-te no espelho; vieste consultar o livro...". O livro dos destinos tinha alguma equivalência com os espelhos, bem como a manta que os adivinhos se utilizavam para lançar as sortes com grãos de milho, chamada "meu livro, meu espelho". Alguns sacerdotes se utilizavam de espelhos de pedra para revelar também qual espírito animal ou duplo animal (tonalli) nele aparecia como imagem a crianças ou doentes, com fins de se conhecer seu destino. Também durante a caça, alguns animais ou partes de seus corpos eram considerados "espelhos" reveladores de auspícios.

#### Pós-Clássico Maia
Fragmentos de espelhos de hematita foram escavados nas ruínas de um salão cerimonial na cidade maia kowoj de Zacpeten, datando de uma época em que os kowoj já estavam em contato com os espanhóis, uma vez que também foram recuperados artefatos europeus. Um espelho pós-clássico, e possivelmente outros mais, de Lamanai, em Belize, foi colocado em uma moldura de cerâmica incomum. Livros maias que datam da época do primeiro contato com os espanhóis sugerem que os espelhos eram usados nas costas ou nos ombros. Entre os maias de Yucatán, o uso era reservado aos homens. Relatos espanhóis sobre três venerados chefes espirituais da Guatemala que atuavam no final do século XVII e início do século XVIII afirmam que eles eram cegos, mas que se comunicavam com os deuses através de espelhos.

### Mesoamérica moderna
O povo huichol, do estado de Naiarite, no oeste do México, possui um considerável conjunto de conhecimentos nativos sobre espelhos. Eles vêem os espelhos como portais sobrenaturais e os ligam simbolicamente ao sol, à lua, aos olhos, aos rostos e às flores, tal como em Teotihuacan durante o período clássico. Os huichóis usam espelhos circulares de vidro para adivinhação; na língua huichol são chamados de nealika, palavra com duplo significado de "rosto". Na tradição huichol moderna, o primeiro instrumento de visão nealika foi formado por uma teia de aranha sobre uma tigela de cabaça. Na mitologia huichol, o fogo apareceu pela primeira vez como um espelho. Na moderna tradição náuatle, o céu é considerado um espelho de cristal vivo. A moderna Sierra Totonac do México associa o sol a espelhos, referindo-se a ele como Espejo Sol (espanhol para "Espelho Sol").